# Heinrich Amersdorffer
Heinrich Amersdorffer (* 10. Dezember 1905 in Berlin; † 2. Dezember 1986 in München) war ein deutscher Maler, Grafiker und Kunsterzieher.

## Leben
Heinrich Amersdorffer war ein Sohn von Alexander Amersdorffer (1875–1946), dem Nachfolger Ludwig Justis im Amt des Ersten Ständigen Sekretärs der Preußischen Akademie der Künste. Seit 1930 arbeitete er als Kunsterzieher in Berlin.
Amersdorffer war in der Zeit des Nationalsozialismus mehrfach auf den Großen Deutschen Kunstausstellungen der Nationalsozialisten im Münchner Haus der Deutschen Kunst vertreten.
Während des Zweiten Weltkriegs war er nach dem Westfeldzug und dem Einmarsch in Frankreich als „Kriegsmaler“ im Auftrag der Wehrmacht tätig, indem er unzerstörte französische Kathedralen inmitten der durch Bomben ruinierten Städte darstellte, um so die „ großherzige Schonung von architektonischen Kulturdenkmälern durch die deutschen Truppen“ zu propagieren. Bekannt wurde aus diesem Zyklus vor allem ein Gemälde der Kathedrale von Rouen, das 1941 im Haus der Deutschen Kunst ausgestellt wurde. Im Januar 1942 rechtfertigte sich Amersdorffer in der Zeitschrift Die Kunst für Alle: „Es ist mir vergönnt gewesen, mich im Auftrage der Wehrmacht dieser großen Aufgabe zuwenden zu dürfen“.
In der Nachkriegszeit erhielt Amersdorffer einen Lehrauftrag an der Berliner Hochschule der Bildenden Künste. Später wurde er zum Ehrenprofessor der Stadt Berlin ernannt.
Der Berliner Antikensammlung schenkte er 1976 seine Sammlung von rund 1.000 antiken griechischen und römischen Münzen. Eine wesentliche Auflage der Schenkung war, dass die Sammlung für immer ein Bestandteil der Antikensammlung bleiben soll und damit kein Bestandteil des Berliner Münzkabinetts werden könne.

## Schriften
- Heinrich Ammersdorffer: Japanische Farbholzschnitte aus der Sammlung Heinrich Amersdorffer. Ausstellung im Centre français de Wedding, 11.–30. Oktober 1963. Kunstamt Wedding, Berlin 1963.
- Heinrich Amersdorffer: Antike Münzen aus der Sammlung Amersdorffer  (= Bilderheft der Staatlichen Museen Preussischer Kulturbesitz 28/29). Gebr. Mann 1976, Berlin ISBN 3-7861-4111-8.
- Heinrich Amersdorffer: Werkbiographie: Kunst und Pädagogik; ein Leben im Spannungsfeld zwischen Improvisation und Organisation. Rembrandt-Verlag, Berlin 1978, ISBN 3-7925-0256-9 (autobiographisch).